# ISO 3166-2:CW
ISO 3166-2:CW is een ISO-standaard met betrekking tot de zogenaamde geocodes. Het is een subset van de ISO 3166-2 tabel die specifiek betrekking heeft op Curaçao; hiermee kunnen deelgebieden op het hoogste niveau worden gedefinieerd.
De gegevens werden tot op 26 november 2018 geüpdatet op het ISO Online Browsing Platform (OBP). Hier worden geen deelgebieden gedefinieerd.